# Kościół św. Medarda w Paryżu

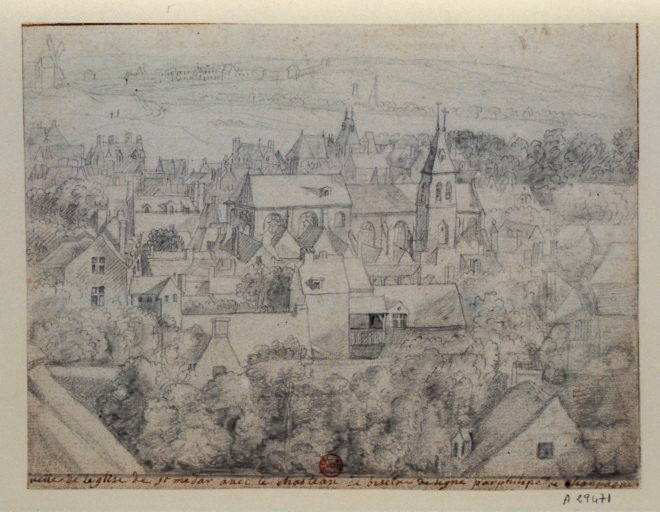
Widok na kościół w XVII wieku

Kościół św. Medarda (fr. Saint Medard) – średniowieczny rzymskokatolicki kościół na lewym brzegu Sekwany, w 5 okręgu paryskim.

## Historia
Pierwsza kaplica pod wezwaniem św. Medarda została wybudowana w IX wieku na miejscu zrujnowanego opactwa. Między IX a XII wiekiem kościół został poważnie rozbudowany i w bulli papieża Aleksandra III jest odnotowany jako kościół parafialny. Rosnąca liczba wiernych stała się przyczyną kilku jego rozbudów, z których największa, w XV wieku, nadała mu obecny kształt.
W 1561 r. na terenie kościoła miała miejsce dysputa na tematy teologiczne między katolikami i protestantami, która zakończyła się bijatyką i zniszczeniem wnętrza obiektu przez protestantów. Od 1655 r. kościół był od opieką mnichów z pobliskiego opactwa Św. Genowefy. Kościół został jednym z nieformalnych centrów francuskich jansenistów, kilku ich znaczących teologów i teoretyków (jak Pierre Nicole) zostało pochowanych na terenie przykościelnego cmentarza. Ze względu na krążące opowieści o cudownych uzdrowieniach, do jakich miało dochodzi na ich grobach, w 1732 r. król osobistym rozkazem ogrodził cmentarz i zabronił odwiedzania nagrobków. Z tej okazji nieznana osoba zawiesiła na kościele obecną do dziś tablicę z napisem „Tu król zabraniał Bogu czynić cuda”. W wieku XVIII doszło do ostatniej przebudowy kościoła – rozbudowano chór muzyczny i dobudowany kaplicę poświęconą Maryi Dziewicy.
W czasie Wielkiej Rewolucji Francuskiej kościół został zamknięty i zmieniony w Świątynię Pracy, dopiero w maju 1795 r., wciągnięty na listę kościołów oddanych katolikom. W XIX wieku wnętrze kościoła było rekonstruowane po stratach poniesionych zwłaszcza w latach 1793–1794, zamknięto też cmentarz, zmieniając go w zwykły plac. Zmiany we wnętrzach ciągnęły się zresztą aż do roku 1974. Od 1880 r. kościół posiada prospekt organowy.

## Architektura
Po przebudowie w XV wieku kościół utrzymany jest w stylu gotyku płomienistego. Kościół jest trójnawowy, z nawą główną dwukrotnie wyższą niż boczne oraz dwoma transeptami. Dość ciężką bryłę obiektu podtrzymują łuki odporowe, wszystkie okna w obiekcie mają kształt ostrych łuków z witrażami. Skromna fasada nie posiada rozety, którą zastępuje jedno większe okno; wejście do kościoła wiedzie przez półkoliste drzwi pozbawione portalu. Położona na wysokości transeptu wieża nie ma tradycyjnej strzelistej iglicy, chociaż jej dach ma kształt ostrosłupa. Wnętrze wspiera się na kolumnach doryckich.
Kościół wyróżnia się bogatym i cennym wyposażeniem wnętrza. W jednym z transeptów znajduje się obraz Francisco de Zurbarána przedstawiający spacer Jezusa ze św. Józefem. Świątynia posiada zespół obrazów z XVII w. przedstawiających sceny z życia Chrystusa, wizerunki św. Medarda, Maryi Dziewicy i św. Antoniego z Padwy. Z XVI wieku pochodzą rzeźby tworzące drogę krzyżową oraz niektóre witraże. Ewenementem jest jedyne w Paryżu drewniane, malowane sklepienie: wybudowane w czasie przebudowy w XVIII w. jako rozwiązanie prowizoryczne, ostatecznie nie zostało zastąpione planowanym dachem z kamienia. Jeszcze starsze są średniowieczne rzeźby przedstawiające Maryję i św. Dionizego, datowane na XV wiek.